# Lista planetelor minore/2001–2100
Aceasta este Lista planetelor minore/2001–2100; pentru a naviga prin lista completă vezi Lista planetelor minore.
Pentru ale detalii vezi și Proiect:Astronomie sau Portal:Astronomie.
| Nume                  | Denumire provizorie | Data descoperirii  | Locul descoperirii     | Descoperitor(i)                                        |
| --------------------- | ------------------- | ------------------ | ---------------------- | ------------------------------------------------------ |
| 2001 Einstein         | 1973 EB             | 5 martie 1973      | Zimmerwald⁠(d)          | P. Wild                                                |
| 2002 Euler            | 1973 QQ1            | 29 august 1973     | Nauchnij⁠(d)            | T. M. Smirnova                                         |
| 2003 Harding          | 6559 P-L            | 24 septembrie 1960 | Palomar                | C. J. van Houten, I. van Houten-Groeneveld, T. Gehrels |
| 2004 Lexell           | 1973 SV2            | 22 septembrie 1973 | Nauchnij⁠(d)            | N. S. Cernîh                                           |
| 2005 Hencke           | 1973 RA             | 2 septembrie 1973  | Zimmerwald⁠(d)          | P. Wild                                                |
| 2006 Polonskaya       | 1973 SB3            | 22 septembrie 1973 | Nauchnij⁠(d)            | N. S. Cernîh                                           |
| 2007 McCuskey         | 1963 SQ             | 22 septembrie 1963 | Brooklyn⁠(d)            | Indiana University⁠(d)                                  |
| 2008 Konstitutsiya    | 1973 SV4            | 27 septembrie 1973 | Nauchnij⁠(d)            | L. I. Cernîh                                           |
| 2009 Voloshina        | 1968 UL             | 22 octombrie 1968  | Nauchnij               | T. M. Smirnova                                         |
| 2010 Chebyshev        | 1969 TL4            | 13 octombrie 1969  | Nauchnij               | B. A. Burnașeva                                        |
| 2011 Veteraniya       | 1970 QB1            | 30 august 1970     | Nauchnij               | T. M. Smirnova                                         |
| 2012 Guo Shou-Jing    | 1964 TE2            | 9 octombrie 1964   | Nanking⁠(d)             | Purple Mountain Observatory⁠(d)                         |
| 2013 Tucapel          | 1971 UH4            | 22 octombrie 1971  | Cerro El Roble⁠(d)      | University of Chile                                    |
| 2014 Vasilevskis      | 1973 JA             | 2 mai 1973         | Mount Hamilton⁠(d)      | A. R. Klemola⁠(d)                                       |
| 2015 Kachuevskaya     | 1972 RA3            | 4 septembrie 1972  | Nauchnij⁠(d)            | L. V. Juravliova                                       |
| 2016 Heinemann        | 1938 SE             | 18 septembrie 1938 | Heidelberg             | A. Bohrmann⁠(d)                                         |
| 2017 Wesson           | A903 SC             | 20 septembrie 1903 | Heidelberg             | M. F. Wolf                                             |
| 2018 Schuster         | 1931 UC             | 17 octombrie 1931  | Heidelberg             | K. Reinmuth                                            |
| 2019 van Albada       | 1935 SX1            | 28 septembrie 1935 | Johannesburg⁠(d)        | H. van Gent⁠(d)                                         |
| 2020 Ukko             | 1936 FR             | 18 martie 1936     | Turku                  | Y. Väisälä⁠(d)                                          |
| 2021 Poincaré         | 1936 MA             | 26 iunie 1936      | Algiers                | L. Boyer                                               |
| 2022 West             | 1938 CK             | 7 februarie 1938   | Heidelberg             | K. Reinmuth                                            |
| 2023 Asaph            | 1952 SA             | 16 septembrie 1952 | Brooklyn⁠(d)            | Indiana University⁠(d)                                  |
| 2024 McLaughlin       | 1952 UR             | 23 octombrie 1952  | Brooklyn               | Indiana University                                     |
| 2025 Nortia           | 1953 LG             | 6 iunie 1953       | Johannesburg⁠(d)        | J. Churms⁠(d)                                           |
| 2026 Cottrell         | 1955 FF             | 30 martie 1955     | Brooklyn⁠(d)            | Indiana University⁠(d)                                  |
| 2027 Shen Guo         | 1964 VR1            | 9 noiembrie 1964   | Nanking⁠(d)             | Purple Mountain Observatory⁠(d)                         |
| 2028 Janequeo         | 1968 OB1            | 18 iulie 1968      | Cerro El Roble⁠(d)      | C. Torres⁠(d), S. Cofre⁠(d)                              |
| 2029 Binomi           | 1969 RB             | 11 septembrie 1969 | Zimmerwald⁠(d)          | P. Wild                                                |
| 2030 Belyaev          | 1969 TA2            | 8 octombrie 1969   | Nauchnij⁠(d)            | L. I. Cernîh                                           |
| 2031 BAM              | 1969 TG2            | 8 octombrie 1969   | Nauchnij               | L. I. Cernîh                                           |
| 2032 Ethel            | 1970 OH             | 30 iulie 1970      | Nauchnij               | T. M. Smirnova                                         |
| 2033 Basilea          | 1973 CA             | 6 februarie 1973   | Zimmerwald⁠(d)          | P. Wild                                                |
| 2034 Bernoulli        | 1973 EE             | 5 martie 1973      | Zimmerwald             | P. Wild                                                |
| 2035 Stearns          | 1973 SC             | 21 septembrie 1973 | El Leoncito⁠(d)         | J. Gibson⁠(d)                                           |
| 2036 Sheragul         | 1973 SY2            | 22 septembrie 1973 | Nauchnij⁠(d)            | N. S. Cernîh                                           |
| 2037 Tripaxeptalis    | 1973 UB             | 25 octombrie 1973  | Zimmerwald⁠(d)          | P. Wild                                                |
| 2038 Bistro           | 1973 WF             | 24 noiembrie 1973  | Zimmerwald             | P. Wild                                                |
| 2039 Payne-Gaposchkin | 1974 CA             | 14 februarie 1974  | Harvard Observatory⁠(d) | Harvard Observatory⁠(d)                                 |
| 2040 Chalonge         | 1974 HA             | 19 aprilie 1974    | Zimmerwald⁠(d)          | P. Wild                                                |
| 2041 Lancelot         | 2523 P-L            | 24 septembrie 1960 | Palomar                | C. J. van Houten, I. van Houten-Groeneveld, T. Gehrels |
| 2042 Sitarski         | 4633 P-L            | 24 septembrie 1960 | Palomar                | C. J. van Houten, I. van Houten-Groeneveld, T. Gehrels |
| 2043 Ortutay          | 1936 TH             | 12 noiembrie 1936  | Konkoly                | G. Kulin                                               |
| 2044 Wirt             | 1950 VE             | 8 noiembrie 1950   | Mount Hamilton⁠(d)      | C. A. Wirtanen⁠(d)                                      |
| 2045 Peking           | 1964 TB1            | 8 octombrie 1964   | Nanking⁠(d)             | Purple Mountain Observatory⁠(d)                         |
| 2046 Leningrad        | 1968 UD1            | 22 octombrie 1968  | Nauchnij⁠(d)            | T. M. Smirnova                                         |
| 2047 Smetana          | 1971 UA1            | 26 octombrie 1971  | Hamburg-Bergedorf      | L. Kohoutek                                            |
| 2048 Dwornik          | 1973 QA             | 27 august 1973     | Palomar                | E. F. Helin                                            |
| 2049 Grietje          | 1973 SH             | 29 septembrie 1973 | Palomar                | T. Gehrels                                             |
| 2050 Francis          | 1974 KA             | 28 mai 1974        | Palomar                | E. F. Helin                                            |
| 2051 Chang            | 1976 UC             | 23 octombrie 1976  | Harvard Observatory⁠(d) | Harvard Observatory⁠(d)                                 |
| 2052 Tamriko          | 1976 UN             | 24 octombrie 1976  | La Silla               | R. M. West⁠(d)                                          |
| 2053 Nuki             | 1976 UO             | 24 octombrie 1976  | La Silla               | R. M. West                                             |
| 2054 Gawain           | 4097 P-L            | 24 septembrie 1960 | Palomar                | C. J. van Houten, I. van Houten-Groeneveld, T. Gehrels |
| 2055 Dvořák           | 1974 DB             | 19 februarie 1974  | Hamburg-Bergedorf      | L. Kohoutek                                            |
| 2056 Nancy            | A909 TB             | 15 octombrie 1909  | Heidelberg             | J. Helffrich⁠(d)                                        |
| 2057 Rosemary         | 1934 RQ             | 7 septembrie 1934  | Heidelberg             | K. Reinmuth                                            |
| 2058 Róka             | 1938 BH             | 22 ianuarie 1938   | Konkoly                | G. Kulin                                               |
| 2059 Baboquivari      | 1963 UA             | 16 octombrie 1963  | Brooklyn⁠(d)            | Indiana University⁠(d)                                  |
| 2060 Chiron           | 1977 UB             | 18 octombrie 1977  | Palomar                | C. T. Kowal⁠(d)                                         |
| 2061 Anza             | 1960 UA             | 22 octombrie 1960  | Flagstaff⁠(d)           | H. L. Giclas⁠(d)                                        |
| 2062 Aten             | 1976 AA             | 7 ianuarie 1976    | Palomar                | E. F. Helin                                            |
| 2063 Bacchus          | 1977 HB             | 24 aprilie 1977    | Palomar                | C. T. Kowal⁠(d)                                         |
| 2064 Thomsen          | 1942 RQ             | 8 septembrie 1942  | Turku                  | L. Oterma                                              |
| 2065 Spicer           | 1959 RN             | 9 septembrie 1959  | Brooklyn⁠(d)            | Indiana University⁠(d)                                  |
| 2066 Palala           | 1934 LB             | 4 iunie 1934       | Johannesburg⁠(d)        | C. Jackson                                             |
| 2067 Aksnes           | 1936 DD             | 23 februarie 1936  | Turku                  | Y. Väisälä⁠(d)                                          |
| 2068 Dangreen         | 1948 AD             | 8 ianuarie 1948    | Nice                   | M. Laugier⁠(d)                                          |
| 2069 Hubble           | 1955 FT             | 29 martie 1955     | Brooklyn⁠(d)            | Indiana University⁠(d)                                  |
| 2070 Humason          | 1964 TQ             | 14 octombrie 1964  | Brooklyn               | Indiana University                                     |
| 2071 Nadezhda         | 1971 QS             | 18 august 1971     | Nauchnij⁠(d)            | T. M. Smirnova                                         |
| 2072 Kosmodemyanskaya | 1973 QE2            | 31 august 1973     | Nauchnij               | T. M. Smirnova                                         |
| 2073 Janáček          | 1974 DK             | 19 februarie 1974  | Hamburg-Bergedorf      | L. Kohoutek                                            |
| 2074 Shoemaker        | 1974 UA             | 17 octombrie 1974  | Palomar                | E. F. Helin                                            |
| 2075 Martinez         | 1974 VA             | 9 noiembrie 1974   | El Leoncito⁠(d)         | Felix Aguilar Observatory⁠(d)                           |
| 2076 Levin            | 1974 WA             | 16 noiembrie 1974  | Harvard Observatory⁠(d) | Harvard Observatory⁠(d)                                 |
| 2077 Kiangsu          | 1974 YA             | 18 decembrie 1974  | Nanking⁠(d)             | Purple Mountain Observatory⁠(d)                         |
| 2078 Nanking          | 1975 AD             | 12 ianuarie 1975   | Nanking                | Purple Mountain Observatory                            |
| 2079 Jacchia          | 1976 DB             | 23 februarie 1976  | Harvard Observatory⁠(d) | Harvard Observatory⁠(d)                                 |
| 2080 Jihlava          | 1976 DG             | 27 februarie 1976  | Zimmerwald⁠(d)          | P. Wild                                                |
| 2081 Sázava           | 1976 DH             | 27 februarie 1976  | Zimmerwald             | P. Wild                                                |
| 2082 Galahad          | 7588 P-L            | 17 octombrie 1960  | Palomar                | C. J. van Houten, I. van Houten-Groeneveld, T. Gehrels |
| 2083 Smither          | 1973 WB             | 29 noiembrie 1973  | Palomar                | E. F. Helin                                            |
| 2084 Okayama          | 1935 CK             | 7 februarie 1935   | Uccle⁠(d)               | S. J. Arend⁠(d)                                         |
| 2085 Henan            | 1965 YA             | 20 decembrie 1965  | Nanking⁠(d)             | Purple Mountain Observatory⁠(d)                         |
| 2086 Newell           | 1966 BC             | 20 ianuarie 1966   | Brooklyn⁠(d)            | Indiana University⁠(d)                                  |
| 2087 Kochera          | 1975 YC             | 28 decembrie 1975  | Zimmerwald⁠(d)          | P. Wild                                                |
| 2088 Sahlia           | 1976 DJ             | 27 februarie 1976  | Zimmerwald             | P. Wild                                                |
| 2089 Cetacea          | 1977 VF             | 9 noiembrie 1977   | Anderson Mesa          | N. G. Thomas⁠(d)                                        |
| 2090 Mizuho           | 1978 EA             | 12 martie 1978     | Yakiimo⁠(d)             | T. Urata                                               |
| 2091 Sampo            | 1941 HO             | 26 aprilie 1941    | Turku                  | Y. Väisälä⁠(d)                                          |
| 2092 Sumiana          | 1969 UP             | 16 octombrie 1969  | Nauchnij⁠(d)            | L. I. Cernîh                                           |
| 2093 Genichesk        | 1971 HX             | 28 aprilie 1971    | Nauchnij               | T. M. Smirnova                                         |
| 2094 Magnitka         | 1971 TC2            | 12 octombrie 1971  | Nauchnij               | Crimean Astrophysical Observatory⁠(d)                   |
| 2095 Parsifal         | 6036 P-L            | 24 septembrie 1960 | Palomar                | C. J. van Houten, I. van Houten-Groeneveld, T. Gehrels |
| 2096 Väinö            | 1939 UC             | 18 octombrie 1939  | Turku                  | Y. Väisälä⁠(d)                                          |
| 2097 Galle            | 1953 PV             | 11 august 1953     | Heidelberg             | K. Reinmuth                                            |
| 2098 Zyskin           | 1972 QE             | 18 august 1972     | Nauchnij⁠(d)            | L. V. Juravliova                                       |
| 2099 Öpik             | 1977 VB             | 8 noiembrie 1977   | Palomar                | E. F. Helin                                            |
| 2100 Ra-Shalom        | 1978 RA             | 10 septembrie 1978 | Palomar                | E. F. Helin                                            |